# Tatort: Waffenschwestern
Waffenschwestern ist ein deutscher Fernsehfilm des Hessischen Rundfunks aus der ARD-Krimireihe Tatort. Es ist der einzige Fall, in dem die Frankfurter Kommissarin Charlotte Sänger ohne Fritz Dellwo ermittelt. In ihrem 13. Fall hat es die Kommissarin mit einer Frauenclique zu tun, die Banken überfällt, und muss sich damit auseinandersetzen, dass sie auf dem Prüfstand steht, weil sie Schwierigkeiten hat, von der Schusswaffe Gebrauch zu machen. Die Folge wurde am 14. Dezember 2008 im Ersten erstausgestrahlt.

## Handlung
Bei einem Banküberfall in Offenbach wird der Wachmann Franz Schmitt erschossen. Es ist bereits der fünfte Überfall innerhalb der letzten Wochen, jedoch der erste Überfall, bei dem ein Mensch getötet wurde. Da Charlotte Sängers Kollege Fritz Dellwo länger in München ist, muss die Kriminaloberkommissarin allein ermitteln. In der Stadt gerät sie unvermittelt in eine Schießerei: Eine junge Frau, bei der es sich, wie sich später herausstellt, um die Germanistikstudentin Nadja Koch handelt, schießt wahllos um sich. Als sie auf einen alten Mann zielt, wird sie von dem übereifrigen Polizisten Martin Petzhold erschossen. Es stellt sich heraus, dass ihre Pistole lediglich mit Platzpatronen geladen war. Staatsanwalt Dr. Scheer ist der Meinung, dass Sänger selbst auf die Frau hätte schießen müssen, die ihr in kurzer Entfernung gegenüberstand. Er macht ihr im Beisein ihres Vorgesetzten Rudi Fromm heftige Vorwürfe. Das von der Kommissarin vorgebrachte Argument, dass sie gespürt habe, dass etwas nicht stimme, will weder er noch Fromm gelten lassen. Sänger wird vom Dienst beurlaubt, da die Frage im Raum steht, ob sie überhaupt noch diensttauglich an der Waffe ist. Die Kommissarin muss sich den Fragen des Polizeipsychologen Dr. Heisenberg stellen, blockt diese jedoch großteils ab und zeigt sich wenig kooperativ, lässt sich auf der anderen Seite aber nicht davon abhalten, trotzdem weitere Ermittlungen anzustellen.
Sänger sieht sich in Nadjas Kochs Zimmer um und findet die Visitenkarte einer Schießsportanlage. Sie begibt sich dorthin, schießt probeweise und macht sichtlich Eindruck und wird wohlwollend als neues Mitglied aufgenommen. Auf der Beerdigung von Nadja Koch trifft Sänger zu ihrer Überraschung Jule Fischer wieder, die sie schon vom Schießsportverein kennt. Jule gibt sich als Nadjas Halbschwester zu erkennen. Sie lässt Sänger wissen, wie ungehalten sie darüber ist, dass Martin Petzhold der Beerdigung beiwohnt. Sie hatte eigentlich eine Racheaktion gegen den Polizisten geplant, bricht diese jedoch vorerst ab.
Die Untersuchung von Nadja Kochs Pistole ergibt, dass der Wachmann damit erschossen wurde. Sänger sieht sich das Überwachungsvideo an, das den Überfall aufgezeichnet hat, und ist sich sicher, dass es sich bei den Tätern zumindest teilweise um Frauen handelt, da sie ihre Bewegungen als eindeutig feminin einstuft. Ihr Anruf bei ihrem Kollegen Jan Gröner führt nicht zu dem gewünschten Ergebnis. Der Kollege lehnt es ab, zusammen mit ihr eine Observierung vorzunehmen, da sie noch beurlaubt ist. So beobachtet Sänger in der Nacht allein ihre Freunde vom Schießsportverein, die sich in einem abgelegenen Gebiet mit vielen anderen Schießsportfreunden treffen. Sie stellen historische Duelle von Puschkin bis Lassalle nach und schießen teils sogar mit scharfer Munition aufeinander. Sänger weiß nicht so recht, was sie davon halten soll, nimmt sich aber Jule Fischers an, als überraschenderweise ein Polizeiaufgebot die unangemeldete Versammlung auflöst. Obwohl Sänger sich Fischer nicht explizit vorgestellt hat, weiß diese ziemlich schnell, dass ihre neue Freundin bei der Polizei beschäftigt ist. Sie hatte sie bereits auf der Straße gesehen als ihre Halbschwester ohne Sängers Zutun zu Tode kam. Fischer fühlt sich zu Sänger hingezogen und nimmt sie sogar mit in ihre kleine Waldhütte und zu ihren Freundinnen Theresa, Luise, Gabi und Cookybell. Die Kommissarin merkt sehr schnell, dass die Frauen sich inzwischen in einem gefährlichen Teufelskreis aus Gewalt und Vergeltung verfangen haben und den Absprung nicht mehr schaffen. 
Sänger folgt der Einladung Martin Petzholds zu einem Abendessen in erster Linie, um mit ihm über Nadja und ihren Tod zu sprechen. Er ist sich jedoch keiner Schuld bewusst und meint, schließlich habe sie sein Eingreifen provoziert und setzt sich sehr gefühllos über den Tod der jungen Frau hinweg. Als er dann auch noch anzüglich wird, steht Sänger auf und geht. Da sie Jule Fischer in einer Disco weiß, begibt sie sich dorthin und amüsiert sich den Rest des Abends. Am nächsten Morgen erwartet Gröner sie auf einem Parkdeck – Petzhold wurde dort regelrecht hingerichtet. Da Sänger ahnt, wer als Täter für diesen Mord in Frage kommt, bittet sie Fromm, ihr zu vertrauen und mitzukommen. Im Waldhaus angekommen, wird Jule Fischer festgenommen. Staatsanwalt Scheers Begeisterung verkehrt sich aber schnell ins Gegenteil, als sich bei der Untersuchung der bei Fischer gefundenen Waffen herausstellt, dass sie nicht mit den Überfällen im Zusammenhang stehen und man somit nichts gegen Fischer in der Hand hat. Die junge Frau will mit Charlotte Sänger sprechen und erzählt ihr Näheres über die Bankräuberinnen. Sänger spürt jedoch, dass da irgendetwas nicht stimmt und Jule wahrscheinlich nur ein Ablenkungsmanöver inszeniert. Und so ist es auch. Während die Polizei mit einem Großaufgebot die Waldhütte stürmt, lockt Fischer die Kommissarin in die Stadt, wo gerade der nächste Banküberfall stattfindet. Kaum ist Sänger eingetroffen, kommt es zu einem Schusswechsel zwischen Wachpersonal und den Bankräuberinnen. Als die Täterinnen fliehen, verfolgt Jan Gröner eine von ihnen und wird, als er sie gerade festnehmen will, von einer der anderen Frauen hinterrücks erschossen. Sänger steht tief bewegt vor dem toten Kollegen. Erst gestern hatten sie noch ein sehr persönliches Gespräch. Entschlossen steht die Kommissarin dann auf und verfolgt Jule Fischer. Die junge Frau legt es, wie schon Nadja Koch, darauf an, erschossen zu werden. Als sie ihre Waffe auf Sänger richtet, erschießt die Kommissarin sie. 

## Hintergrund
Die Dreharbeiten zum 714. Tatort-Krimi fanden in Frankfurt und Umgebung statt. Für Sascha Göpel war es seine letzte Rolle als Jan Gröner im Tatort. Er stirbt im Einsatz.
Bei ihren Banküberfällen verwenden die Frauen Teufelsmasken, eine Reverenz an den Hollywood-Film Gefährliche Brandung mit Patrick Swayze. Er überfällt mit seiner Surferclique Banken und verwendet dabei Masken der amerikanischen Präsidenten.

## Rezeption

### Einschaltquoten
Die Erstausstrahlung des Tatorts Waffenschwestern am 14. Dezember 2008 wurde in Deutschland von insgesamt 6,49 Millionen Zuschauern gesehen und erreichte damit einen Marktanteil von 18,4 %.

### Kritiken
TV Spielfilm kommt zu dem Urteil, dass es sich um eine „durchsichtige, aber freche Räuberpistole und intensives ‚Solo für Sänger‘“ handele und zieht das Fazit: „Überhöht, konstruiert, aber anarchisch gut“.
Rainer Tittelbach fasst zusammen: „Sänger gerät in einen Amoklauf, sie ist blockiert, kann nicht schießen, wird beurlaubt und landet beim Psychologen, bevor sie eine Gruppe wild gewordener Frauen kennen lernt, die offenbar brutale Banküberfälle verüben. Die Kommissarin emanzipiert sich in ‚Waffenschwestern‘ von Kollege Dellwo – und hat sogar einen One-Night-Stand.“
Uwe Ebbinghaus von der FAZ titelte: „Andrea Sawatzki im ‚Tatort‘ In schlechter Gesellschaft“ und fährt fort: „Andrea Sawatzki ist im HR-‚Tatort‘ diesmal ganz auf sich allein gestellt. In ‚Waffenschwestern‘ steht sie einem ausgesprochen blutigen Geschehen gegenüber. Doch wieder einmal folgt sie schlafwandlerisch sicher ihrer Intuition als läge darin ein höherer Plan.“